# Lake Meredith National Recreation Area
Pour les articles homonymes, voir Meredith.
La Lake Meredith National Recreation Area est une zone récréative américaine classée National Recreation Area, au Texas. Créée le 28 novembre 1990, elle protège 182 km2 dans les comtés de Hutchinson, Moore et Potter.